# Овсянка Стюарта
Овся́нка Стюарта (лат. Emberiza stewarti) — вид птиц семейства овсянковых, распространённый в горах Средней Азии, Афганистане, Пакистане, восточном Иране и северо-западной Индии.

## Распространение
Овсянка Стюарта — типичная птица горных лесов, в соответствующих биотопах она может быть массовой. Распространена в Афганистанe, всех горных областях западного Узбекистана (Западный Тянь-Шань и Гиссаро-Алай, однако на хребте Нуратау редка), гнездится на большей части Кыргызстана (вплоть до Киргизского хребта, за исключением восточной окраины страны), и Таджикистана (кроме Памира). В Казахстане вид обитает только на юге, в Каратау, в Туркменистане — только по приграничным с Узбекистаном районам Кугитангтау. В Пакистане ареал охватывает провинцию Белуджистан, переходя в восточный Иран, в Индии — северо-западные районы страны на восток до Кумаона. Обычно овсянка Стюарта выбирает хорошо освещаемые скальные ущелья и прилегающие к скалам каменистые речные долины, с густыми кустарниковыми и можжевеловыми зарослями, редкими деревьями (яблоня, грецкий орех, арча). В отдельных случаях может селиться в антропогенном ландшафте: садах горных селений. Встречается на высоте до 3200 м над уровнем моря, что соответствует верхней границе арчового леса.
Овсянка Стюарта — перелётная птица, в республиках Средней Азии птицы отлетают, видимо, полностью. Зимовки охватывают те же регионы в Пакистане и Иране, южный Афганистан, а в Индии — области, лежащие непосредственно к югу от гнездового ареала (до штата Уттар-Прадеш).

## Внешний вид
Самец овсянки Стюарта по окраске легко отличим от других овсянок. Основной тон окраски головы и шеи в летний период — серый. Через глаз и далее назад проходит чёрная бровь, отделяющая перья щёк и кроющих уха от такой же серой макушки. Радужина имеет близкий, коричневато-серый оттенок. Второй чёрный фрагмент тянется от бурого клюва вниз по горлу и подбородку, контрастируя со светло-серым, иногда белёсым зобом. Грудь, спина (вместе с поясницей и надхвостьем) и малые кроющие перья крыла образуют участок каштановой окраски, который снизу выглядит как брюшной поясок. Остальное оперение крыла имеет более тёмный, бурый цвет, на верхних кроющих и крайних второстепенных маховых — с более светлыми охристыми каёмками. Низ тела за грудью вплоть до подхвостья близок к белому, при этом по бокам разбросаны ржавчато-бурые пестрины. Рулевые, кроме двух средних, темно-бурые с большим белым пятном (на перьях крайней пары оно столь велико, что занимает почти всё перо). Ноги светло-бурого цвета. В осеннем наряде после линьки оперение целиком имеет широкие светлые каймы, которые сильно маскируют чёрные и каштановые участки.